# Die Bau- und Kunstdenkmäler von Westfalen
Die Bau- und Kunstdenkmäler von Westfalen ist eine Buchserie, die im Auftrage des Provinzialverbands Westfalen (unter Landeshauptmann August Overweg) von Albert Ludorff (1848–1915) als Fundamentalinventar für die Kreise der Provinz Westfalen herausgegeben wurde. Die Bände enthalten unter anderem eine ausführliche Einleitung zur Heimatgeschichte, Fotografien und Grundrisse.
Ludorff wurde dazu 1888 beauftragt und begann mit deren Herausgabe im Jahre 1893. Zu den späteren Mitwirkenden zählen Wilhelm Rave und Otto Gaul. Die Reihe wurde 1957 mit 47 Bänden zunächst abgeschlossen und vom Landschaftsverband Westfalen-Lippe mit Neuaufnahmen fortgesetzt.
Vorläufer war Die Kunst- und Geschichtsdenkmäler der Provinz Westfalen (Band 1: Kreis Hamm, 1881; Band 2: Kreis Warendorf, 1886) von Joseph Bernhard Nordhoff.

## Übersicht
- Band 1: Kreis Lüdinghausen. 1893
- Band 2: Stadt Dortmund. 1894
- Band 3: Kreis Dortmund-Land. 1895
- Band 4: Kreis Hörde. 1895
- Band 5: Kreis Münster-Land. 1897
- Band 6: Kreis Beckum. 1897
- Band 7: Kreis Paderborn. 1899
- Band 8: Kreis Iserlohn. 1900
- Band 9: Kreis Ahaus. 1900
- Band 10: Kreis Wiedenbrück. 1901

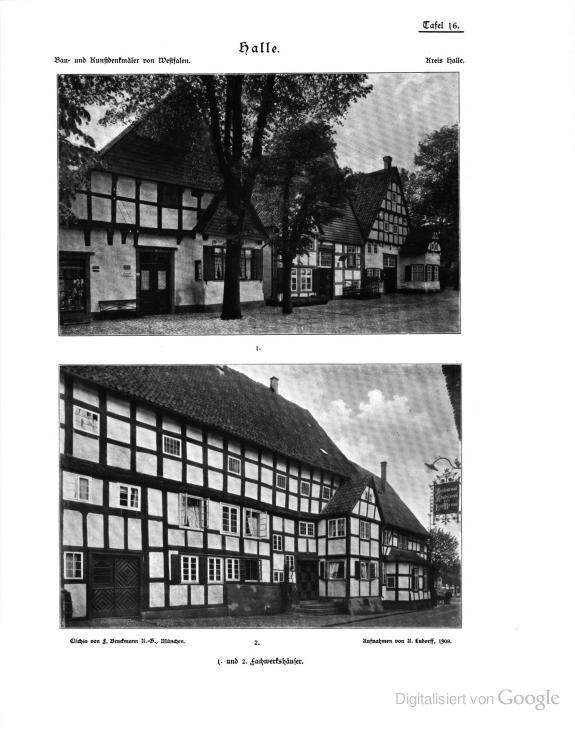
Bildtafel aus Band 28, Kreis Halle

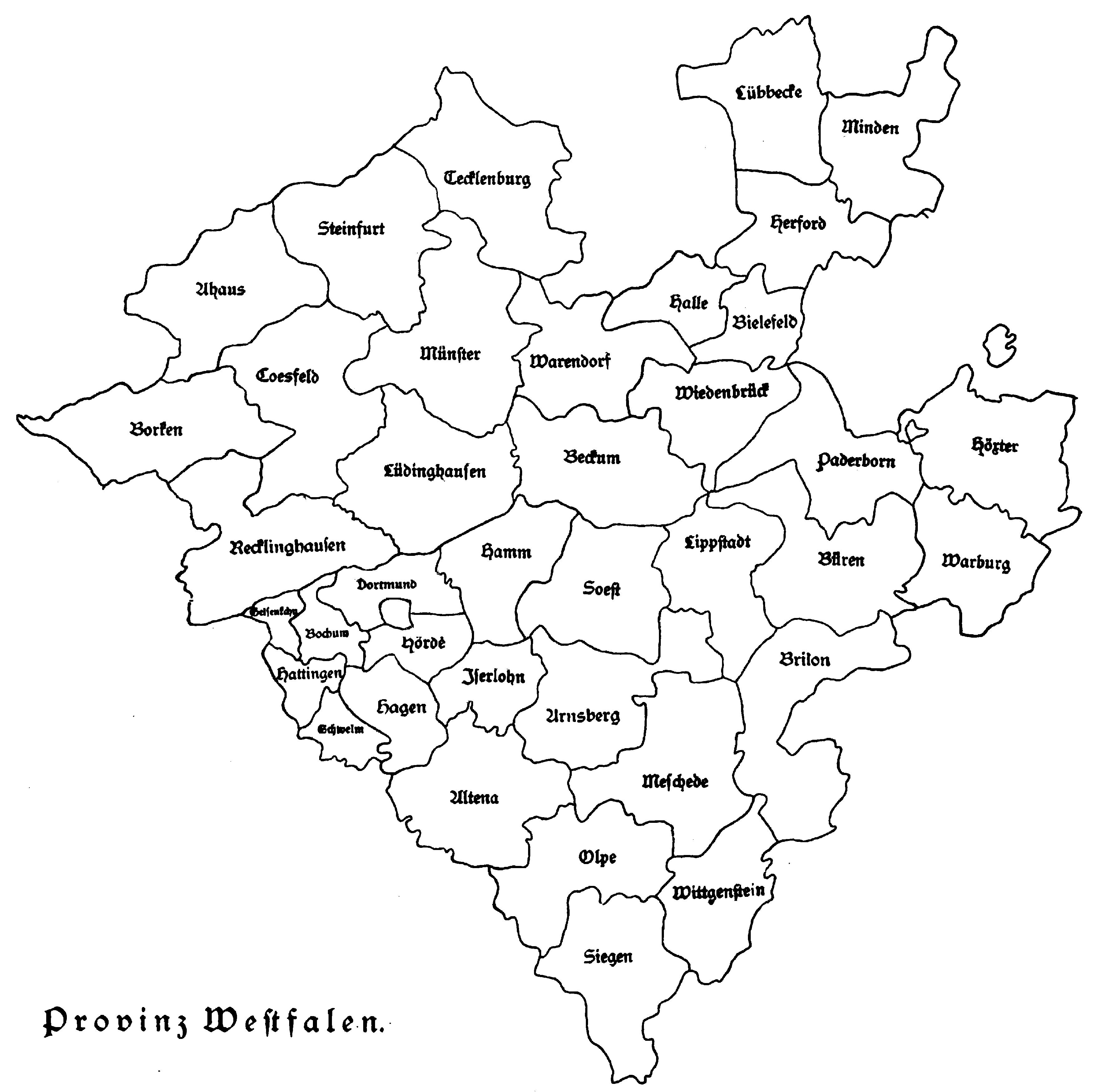
Provinz Westfalen, 1900

- Band 11: Kreis Minden. 1902, siehe Digitalisat der Universitätsbibliothek Bielefeld[1]
- Band 12: Kreis Siegen. 1903
- Band 13: Kreis Wittgenstein. 1903
- Band 14: Kreis Olpe. 1903
- Band 15: Kreis Steinfurt. 1904
- Band 16: Kreis Soest. 1905
- Band 17: Stadt Bochum. 1906
- Band 18: Kreis Arnsberg. 1906
- Band 19: Stadt Bielefeld. 1906, siehe Digitalisat der Universitätsbibliothek Bielefeld[2]
- Band 20: Kreis Bielefeld-Land. 1906, siehe Digitalisat der Universitätsbibliothek Bielefeld[3]
- Band 21: Kreis Tecklenburg. 1907
- Band 22: Kreis Lübbecke. 1907, siehe Digitalisat der Universitätsbibliothek Bielefeld[4]
- Band 23: Kreis Bochum-Land. 1907
- Band 24: Kreis Herford. 1908
- Band 25: Kreis Meschede. 1908
- Band 26: Stadt Gelsenkirchen. 1908
- Band 27: Kreis Gelsenkirchen-Land. 1908
- Band 28: Kreis Halle. 1908, siehe Digitalisat der Universitätsbibliothek Bielefeld[5]
- Band 29: Kreis Hattingen. 1909
- Band 30: Kreis Witten. 1910
- Band 31: Kreis Schwelm. 1910
- Band 32: Stadt Hagen. 1910
- Band 33: Kreis Hagen-Land. 1910
- Band 34: Kreis Altena. 1911
- Band 35: Kreis Lippstadt. 1912
- Band 36: Kreis Coesfeld. 1913
- Band 37: Kreis Höxter. 1914
- Band 38: Kreis Büren. 1926
- Band 39: Landkreis Recklinghausen und Stadtkreise Recklinghausen, Bottrop, Buer, Gladbeck und Osterfeld. 1929
- Band 40: Stadt Bocholt. 1931
- Band 41: Stadt Münster. 1932–1962 (7 Teilbände)
- Band 42: Kreis Warendorf. 1936
- Band 43: Stadt Hamm. 1936
- Band 44: Kreis Warburg. 1939
- Band 45: Kreis Brilon. 1952
- Band 46: Kreis Borken. 1954
- Band 47: Kreis Unna. 1959
- Band 48: Stadt Detmold. 1968
- Band 49: Stadt Lemgo. 1983
- Band 50: Stadt Minden. 5 Teilbände, 1998–2007

Die von Otto Gaul ab 1935 bearbeiteten und nach dem Zweiten Weltkrieg aktualisierten Bände "Landkreis Detmold" und "Landkreis Lemgo" erschienen nicht mehr, sind jedoch seit November 2024 als Digitalisate bei der Lippischen Landesbibliothek zugänglich:
- Landkreis Detmold. (1. Fassung) Digitalisat

- Landkreis Detmold. (2. Fassung) Digitalisat

- Landkreis Lemgo. Digitalisat